# Římov (district de České Budějovice)
Pour les articles homonymes, voir Římov.
Římov (en allemand : Rimau) est une commune du district de České Budějovice, dans la région de Bohême-du-Sud, en République tchèque. Sa population s'élevait à 1 010 habitants en 2023.

## Géographie
Římov est arrosée par la rivière Malše, un affluent de la Vltava, et se trouve à 14 km au sud de České Budějovice et à 136 km au sud de Prague.
La commune est limitée par Kamenný, Doudleby et Střížov au nord, par Komařice à l'est, par Mokrý Lom et Svatý Jan nad Malší au sud, par Velešín au sud-ouest, et par Dolní Třebonín à l'ouest.

## Histoire
La première mention écrite du village date de 1383.

## Galerie

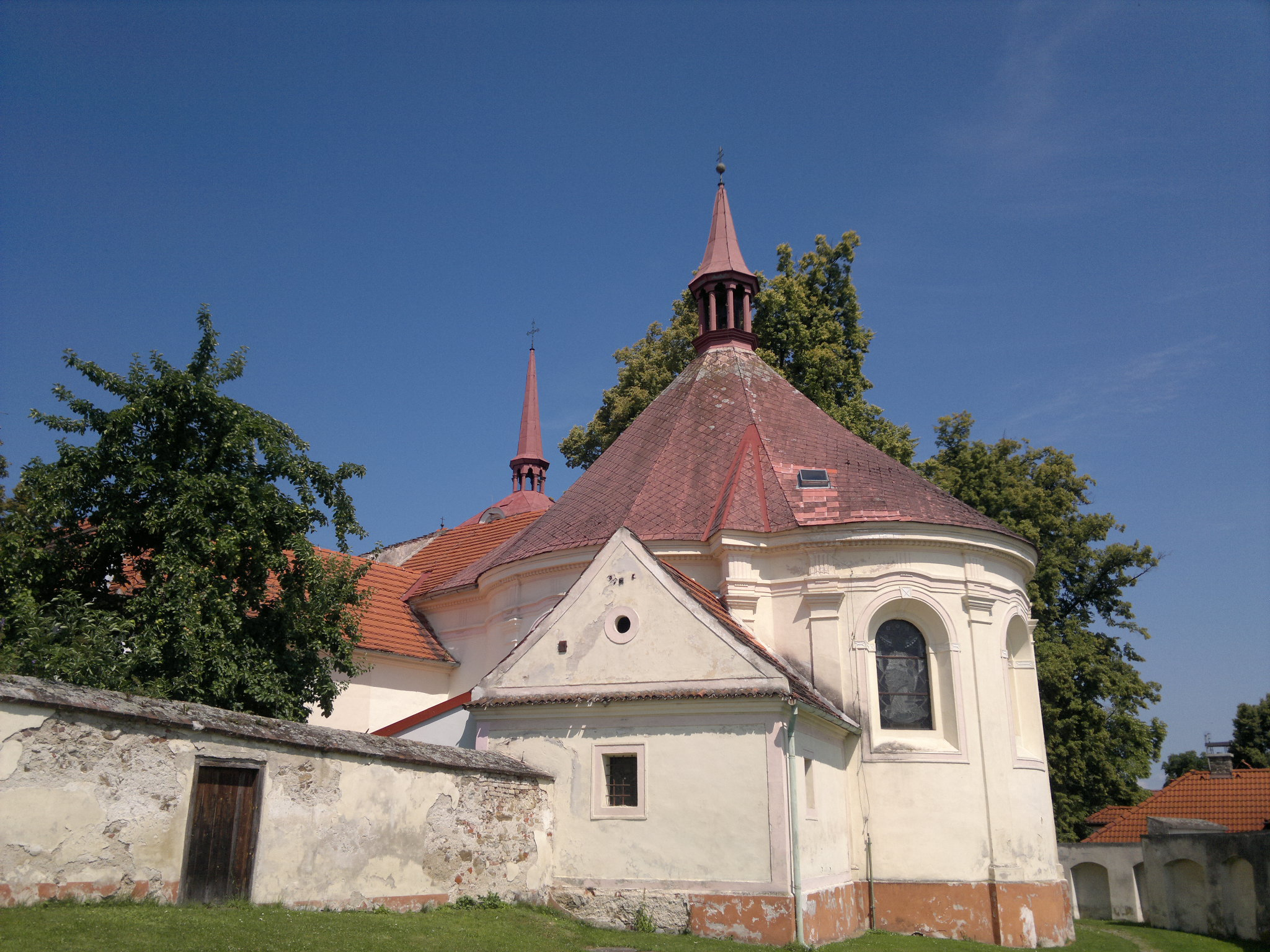
Église du Saint-Esprit.
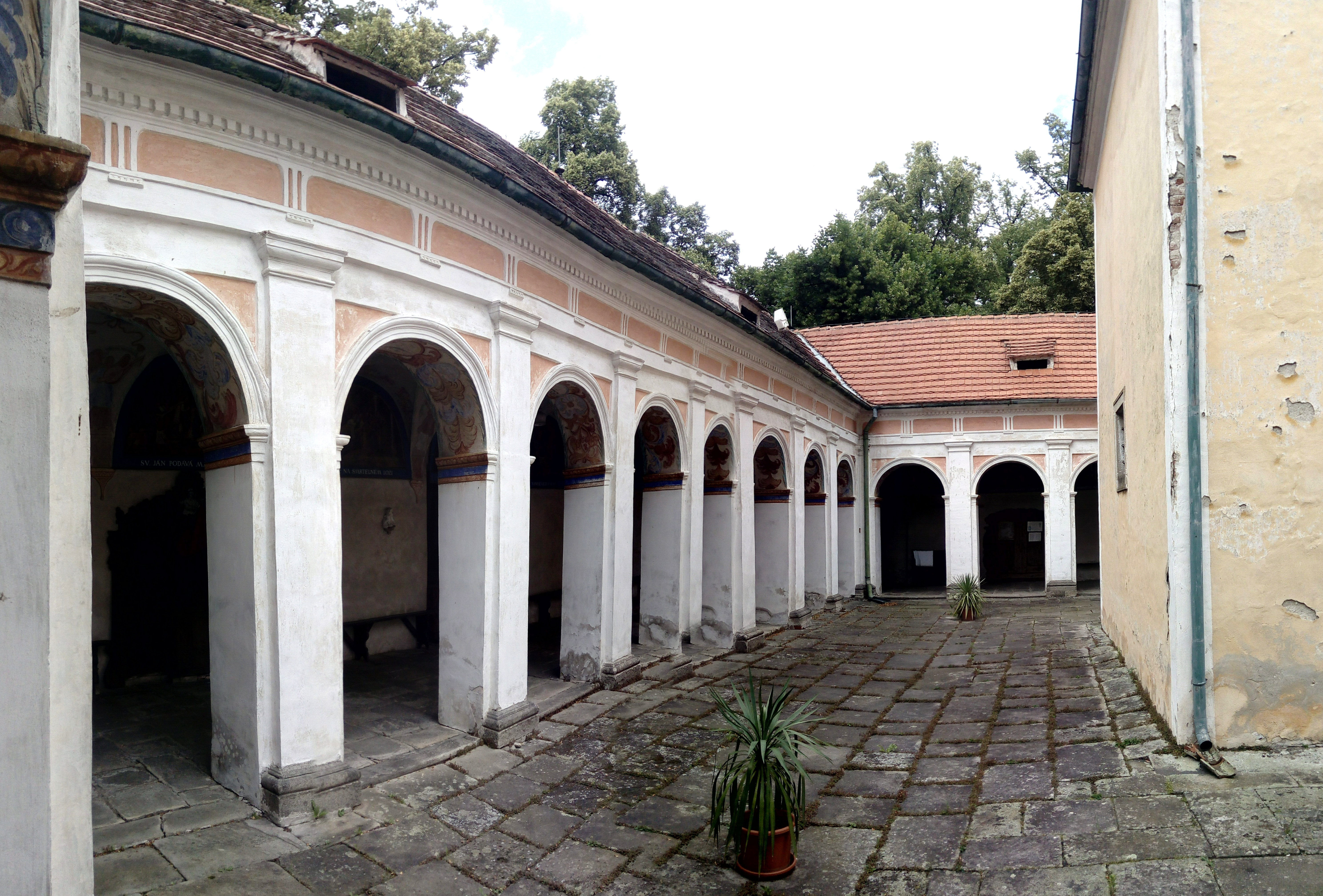
Cloître, site de pèlerinage.

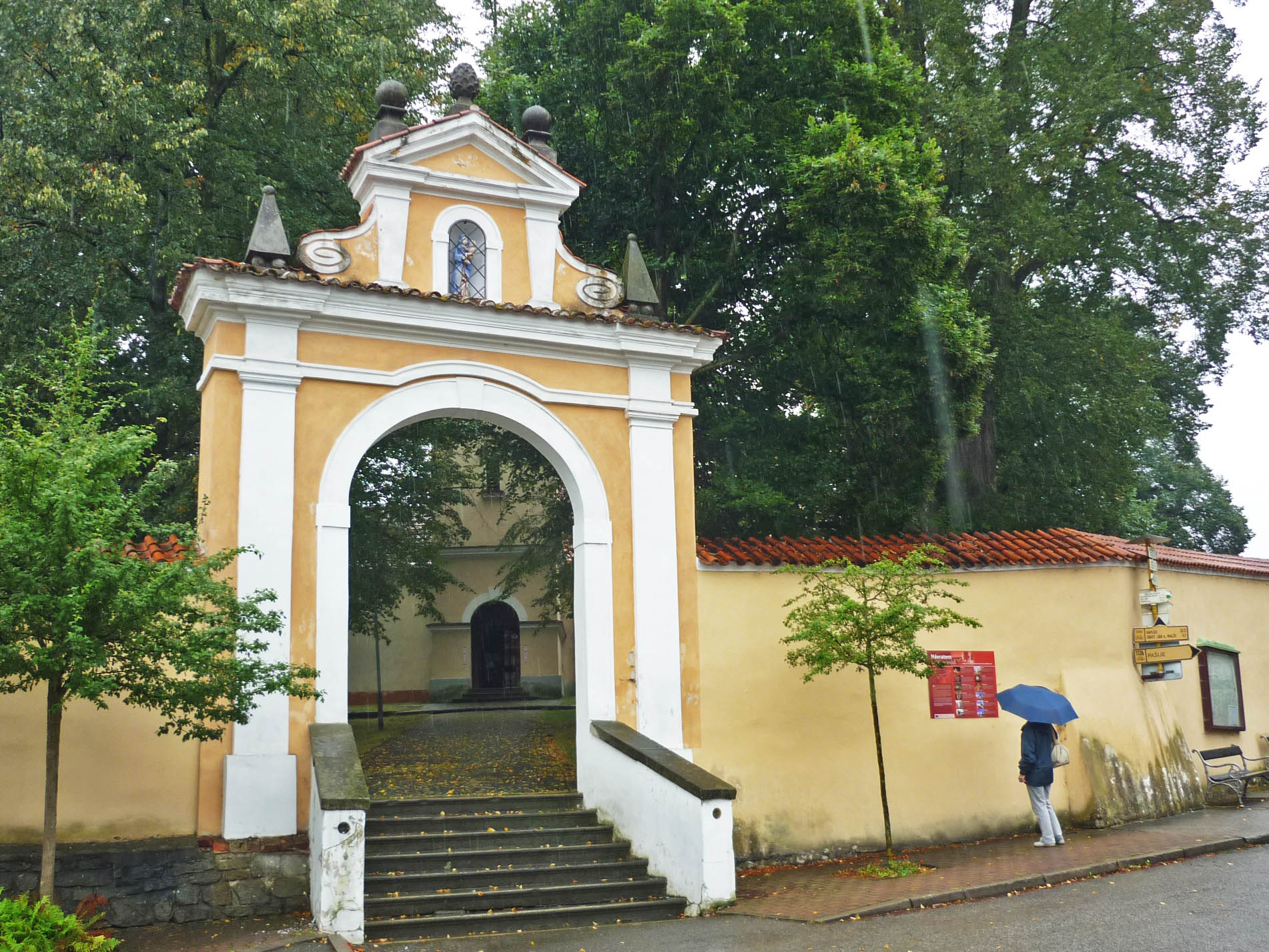
Entrée du sanctuaire de la chapelle Lorette.
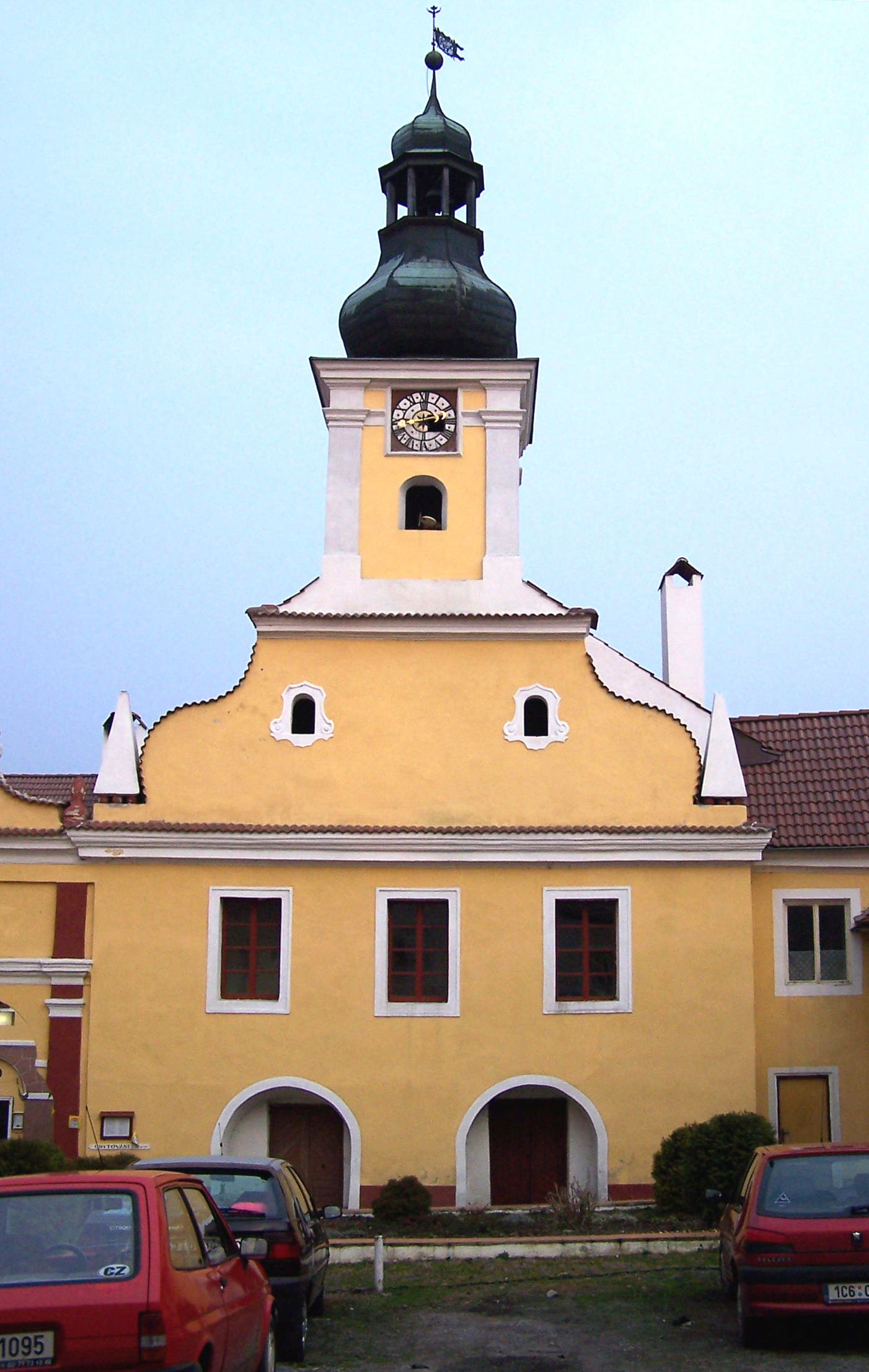
Château de Římov.

## Transports
Par la route, Římov se trouve à 17,5 km de České Budějovice et à 173 km de Prague.